# Narodowy Bank Bułgarii
Narodowy Bank Bułgarii (bułg. Българска народна банка) – bułgarski bank centralny z siedzibą w Sofii. 
Od 1997 roku Bank prowadzi politykę walutową w systemie kasy emisyjnej. Od 1 stycznia 2007 roku Bank jest członkiem Europejskiego Systemu Banków Centralnych.
Głównym celem Banku jest utrzymanie stabilności cen, zapewniając stabilność waluty krajowej zgodnie z wymogami ustawy. Bułgarski Bank Narodowy powinien działać zgodnie z zasadą otwartej gospodarki rynkowej z wolną konkurencją, sprzyjając efektywnej alokacji zasobów.

## Historia
Narodowy Bank Bułgarii (NBB) powstał 25 stycznia 1879. Na podstawie Ustawy o biciu pieniądza utworzono i powierzono Narodowemu Bankowi monopol na bicie nowej waluty – lewy, którą zaczęto bić od 1881 roku. Od 1885 roku NBB zaczął drukować bułgarskie banknoty. W 1947 roku rząd komunistyczny znacjonalizował wszystkie banki i włączył je do Narodowego Banku Bułgarii.